# Kusma Antonowitsch Gwosdew
Kusma Antonowitsch Gwosdew (russisch Кузьма Антонович Гвоздев; * 1882; † nach 1956) war ein russischer Revolutionär und Opfer eines Schauprozesses während der Stalinzeit.
Gwosdew war im zaristischen Russland Vorsitzender der Arbeitergruppe beim Kriegsindustriekomitee und wurde 1916 von der zaristischen Regierung verhaftet. Während der Februarrevolution wurde er zum Arbeitsminister ernannt. Unter Stalin wurde er im Zuge des Prozesses des Menschewistischen Unionsbüros (1. bis 9. März 1931) als Menschewik verhaftet und zu Lagerhaft verurteilt, saß seit 1930 ununterbrochen in den Straflagern des GULAG ein und wurde von Freunden Alexander Solschenizyns noch 1952 im Spasski-Lager gesehen.
„…, ein Mann mit bitterstem Schicksal,…“
„… Gwosdew wurde das Martyrium eines Langzeithäftlings des GULAG zuteil. Ich weiß nicht, wie viel er vor 1930 abgesessen hatte, aber seit 1930 saß er ununterbrochen und wurde von meinen Freunden noch 1952 im Spasski-Lager getroffen.“
Zitat Alexander Solschenizyns, aus: Der Archipel GULAG, S. 370